# المعهد العقاري السعودي
المعهد العقاري السعودي إحدى مبادرات وزارة الإسكان بالتعاون مع المؤسسة العامة للتدریب التقني والمهني ضمن خطة التحول الوطني، تم تأسيسه عام 2017 بإشراف وزیر الإسكان ماجد بن عبدالله الحقیل. وهو معهد متخصص في شرح الممارسات العالمية في المجال العقاري، ووضع خطة تدريب وتأهيل للمهنين الممارسين في المجال العقاري السعودي، بشهادات معتمدة تأهلهم لدخول سوق العمل.

## الأهداف
- زيادة المستوى المعرفي للعاملين في السوق العقاري السعودي.
- الإلمام بأنظمة وتشريعات السوق العقاري السعودي.
- تنظيم السوق العقاري السعودي وتطويره.
- إستحداث فرص وظيفية للمواطنين.
- إقامة معارض ومؤتمرات تكون منصة عقارية لتبادل الخبرات.[2][3][4]

## الفئات المستهدفة
الأفراد
وهم الراغبين في التأهيل لدخول السوق العقاري السعودي.
الشركات
- شركات التطوير العقاري.
- المكاتب العقارية.
- المكاتب الهندسية.
- بناة المساكن.
- شركات الصيانة والتشغيل.
- الوسطاء العقاريون.
- اتحاد الملاك.[2]

## الخدمات
- عمل دورات تدريبية متخصصة في المجال العقاري.
- تدريب المدربين قبل إلحاقهم في المعهد وتأهيلهم.
- منح شهادات معتمدة للملتحقين في الدورات.
- تقديم الاستشارات والبحوث والحلول الممكنة لتطوير السوق العقاري السعودي.[2][3]